# Eva Vrabcová-Nývltová
Eva Vrabcová-Nývltová, née le 6 février 1986 à Trutnov, est une fondeuse et une athlète tchèque. Elle a participé à trois éditions des Jeux olympiques d'hiver en 2006, 2010 et 2014 où elle signe son meilleur résultat international avec une cinquième place sur le trente kilomètres. Elle a aussi terminé deux fois dans les dix premières du Tour de ski en 2014 et 2015. En 2015, elle décide de se tourner vers l'athlétisme et le marathon en particulier.

## Biographie

### Carrière dans le ski de fond
Eva Vrabcová-Nývltová dispute sa première saison internationale dans le ski de fond en 2003-2004. Pour sa course inaugurale, elle s'octroie la victoire à Obertilliach (course FIS). Elle court ensuite aux Championnats du monde junior, oùelle prend la médaille d'argent au relais. En 2005, elle connaît ses débuts chez les séniors, prenant part à la Coupe du monde et aux Championnats du monde à Oberstdorf.
En 2006, à la suite de deux podiums aux Championnats du monde junior à Kranj, elle découvre les Jeux olympiques par une participation à ceux de Turin, où elle 50e du sprint et 45e du dix kilomètres classique. 2010 marque l'étape suivante de sa carrière, sa première sélection au Tour de ski, où elle marque ses premiers points pour la Coupe du monde, avec notamment avec le huitième temps sur l'étape finale à Val di Fiemme. Ensuite aux Jeux olympiques de Vancouver, son meilleur résultat individuel est une 33e position sur le sprint. Lors des deux saisons suivantes, elle s'illustre de nouveau sur le Tour de ski, finissant dans le top dix de deux étapes.
En 2014, elle rentre dans le top vingt mondial (14e de la Coupe du monde) à la faveur notamment d'une huitième place sur le Tour de ski et 
d'une dixième aux Finales. 2014 voit aussi la Tchèque courir ses troisièmes Jeux olympiques, enregistrant à cette occasion le meilleur résultat individuel de sa carrière avec une cinquième place au trente kilomètres. En 2015, elle bat son meilleur résultat en Coupe du monde avec le sixième rang final au Tour de ski et obtient deux top dix aux Championnats du monde de Falun (dixième du skiathlon et neuvième du trente kilomètres).

### Carrière en athlétisme
En 2015, elle passe directement du ski de fond à la course de fond. En 2016, elle parvient à se qualifier pour ses premiers Jeux olympiques d'été à Rio de Janeiro, où elle prend la 26e place du marathon.
Lors des Championnats d'Europe 2018 à Berlin, elle termine 3e du marathon (médaille de bronze) derrière la Biélorusse Volha Mazuronak et la Française Clémence Calvin.

## Palmarès en ski de fond

### Jeux olympiques d'hiver
| Épreuve / Édition | Sprint                           | Sprint                           | 10 km                            | 10 km                            | Poursuite / Skiathlon 2 × 7,5 km | 30 km | Relais | Relais   |
| Épreuve / Édition | libre                            | classique                        | libre                            | classique                        | Poursuite / Skiathlon 2 × 7,5 km | 30 km | Sprint | 4 × 5 km |
| JO 2006 Turin     | 50e                              | Épreuve inexistante à cette date | Épreuve inexistante à cette date | 45e                              | —                                | —     | —      | —        |
| JO 2010 Vancouver | Épreuve inexistante à cette date | 33e                              | 54e                              | Épreuve inexistante à cette date | 50e                              | 39e   | —      | 12e      |
| JO 2014 Sotchi    | —                                | Épreuve inexistante à cette date | Épreuve inexistante à cette date | 19e                              | 11e                              | 5e    | —      | 8e       |

Légende :
- : pas d'épreuve
- — : non disputée par Vrabcova-Nyvltova

### Championnats du monde
| Épreuve / Édition           | Sprint                           | Sprint                           | 10 km                            | 10 km                            | Poursuite / Skiathlon 2 × 7,5 km | 30 km | Relais | Relais   |
| Épreuve / Édition           | libre                            | classique                        | libre                            | classique                        | Poursuite / Skiathlon 2 × 7,5 km | 30 km | Sprint | 4 × 5 km |
| Mondiaux 2005 Oberstdorf    | Épreuve inexistante à cette date | —                                | 56e                              | Épreuve inexistante à cette date | 51e                              | —     | —      | —        |
| Mondiaux 2007 Sapporo       | Épreuve inexistante à cette date | 45e                              | 37e                              | Épreuve inexistante à cette date | 37e                              | —     | —      | —        |
| Mondiaux 2009 Liberec       | 46e                              | Épreuve inexistante à cette date | Épreuve inexistante à cette date | 56e                              | —                                | —     | —      | —        |
| Mondiaux 2011 Oslo          | 55e                              | Épreuve inexistante à cette date | Épreuve inexistante à cette date | —                                | 34e                              | 29e   | 12e    | —        |
| Mondiaux 2013 Val di Fiemme | Épreuve inexistante à cette date | 35e                              | 41e                              | Épreuve inexistante à cette date | —                                | 26e   | 14e    | 12e      |
| Mondiaux 2015 Falun         | Épreuve inexistante à cette date | —                                | 23e                              | Épreuve inexistante à cette date | 10e                              | 9e    | —      | —        |

Légende :
- : pas d'épreuve
- — : Non disputée par Vrabcova-Nyvltova

### Coupe du monde
- Meilleur classement général : 14e en 2014.
- Meilleur résultat individuel : 6e lors du Tour de ski 2014-2015.

#### Classements en Coupe du monde
| Saison    | Classement général final | Classement distance | Classement sprint |
| 2009-2010 | 67e                      | 53e                 | 91e               |
| 2010-2011 | 40e                      | 39e                 | 37e               |
| 2011-2012 | 50e                      | 49e                 | 46e               |
| 2012-2013 | 73e                      | 62e                 |                   |
| 2013-2014 | 14e                      | 12e                 | 61e               |
| 2014-2015 | 19e                      | 18e                 |                   |

### Championnats du monde junior
- Médaille d'argent du relais à Stryn en 2004.
- Médaille d'argent du 5 km classique à Kranj en 2006.
- Médaille de bronze de la poursuite 2 x 5 km en 2006.

### Universiades
- Médaille d'argent du sprint en 2011 à Erzurum.

## Palmarès en athlétisme

### International
| Date | Compétition           | Lieu      | Résultat | Épreuve       | Performance     |
| ---- | --------------------- | --------- | -------- | ------------- | --------------- |
| 2016 | Championnats d'Europe | Amsterdam | 8e       | Semi-marathon | 1 h 12 min 1 s  |
| 2018 | Championnats d'Europe | Berlin    | 3e       | Marathon      | 2 h 26 min 31 s |

### National
- 1 titre au 5 000 m en 2014

### Records
| Épreuve       | Performance     | Lieu   | Date         |
| ------------- | --------------- | ------ | ------------ |
| Semi-marathon | 1 h 11 min 1 s  | Prague | 7 avril 2018 |
| Marathon      | 2 h 26 min 31 s | Berlin | 12 août 2018 |